# Kralj Nikola na umoru

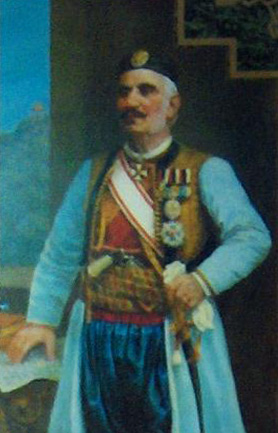
Černohorský král Nikola I. Petrović-Njegoš

Kralj Nikola na umoru (černohorskou cyrilicí: Краљ Николa на умору, česky: Král Nikola na smrtelném loži) je černohorská populární lidová píseň, opěvující významného černohorského knížete a později krále Nikolu I. Petroviće-Njegoše.

## Text
Slova napsala šestá dcera krále Nikoly I. a královny Mileny Vukotić, princezna Anna Černohorská, roku 1926 ve slovenské Bratislavě, kde pobývala po smrti svého manžela Františka Josefa Battenberského. 

### Hudba
Hudbu k písni napsala v roce 1941, když bydlela ve Francii u svého synovce, pretendenta trůnu Michaela Černohorského. Charakteristikou jemného pochodu chtěla, aby byla vždy připomínána sláva, velikost a důležitost jejího otce, jednoho z nejúspěšnějších vládců Černé Hory.

### Slova
Text hymny v černohorské cyrilici, transkripci a češtině:
| Краљ Николa на умору Краљ Никола на умору, благосиља Црну Гору. Краљ Никола на умору, благосиља Црну Гору. Па дозила сва три сина, Мирка, Петра и Данила. Па дозила сва три сина, Мирка, Петра и Данила. Помога ми Свети Ðорђе, немојте ме копат ође. Помога ми Свети Ðорђе, немојте ме копат ође. Но ме носте преко мора, ђе је моjа Црна Гора. Но ме носте преко мора, ђе је моjа Црна Гора. Но ме носте на Цетиње, ђе су наше све светиње. Но ме носте на Цетиње, ђе су наше све светиње. Ðе су брда и омани, ђе почива Његош славни. Ðе су брда и омани, ђе почива Његош славни. | Kralj Nikola na umoru Kralj Nikola na umoru, blagosilja Crnu Goru. Kralj Nikola na umoru, blagosilja Crnu Goru. Pa dozila sva tri sina, Mirka, Petra i Danila. Pa dozila sva tri sina, Mirka, Petra i Danila. Pomoga mi Sveti Ðorđe, nemojte me kopat ođe. Pomoga mi Sveti Ðorđe, nemojte me kopat ođe. No me noste preko mora, đe je moja Crna Gora. No me noste preko mora, đe je moja Crna Gora. No me noste na Cetinje, đe su naše sve svetinje. No me noste na Cetinje, đe su naše sve svetinje. Ðe su brda i omani, đe počiva Njegoš slavni. Ðe su brda i omani, đe počiva Njegoš slavni. | Král Nikola na smrtelném loži Král Nikola na smrtelném loži Černé Hoře požehnání složil. Král Nikola na smrtelném loži Černé hoře požehnání složil. On dal nám ne jednoho syna: Mirka, Petra a Danila. On dal nám ne jednoho syna: Mirka, Petra a Danila. Pomáhej mi, svatý Jiří, ať nemusím být zde pohřbený. Pomáhej mi, svatý Jiří, ať nemusím být zde pohřbený. Ale pošli mě přes moře, kde budu blíž své Černé Hoře. Ale pošli mě přes moře, kde budu blíž své Černé Hoře. Ty mě do Cetinje pošli, kde jsou všichni naši světci. Ty mě do Cetinje pošli, kde jsou všichni naši světci. Kde jsou ráje, kde jsou skály, kde spočívá Njegoš slavný. Kde jsou ráje, kde jsou skály, kde spočívá Njegoš slavný. |